# Gusztáv vendéget lát
A Gusztáv vendéget lát a Gusztáv című rajzfilmsorozat ötödik évadának második epizódja.

## Rövid tartalom
Gusztáv vendégül látja régi barátait, végül megszökik saját lakásából.

## Alkotók
- Rendezte: Ternovszky Béla, Tóth Sarolta
- Írta: Nepp József, Ternovszky Béla
- Dramaturg: Lehel Judit
- Zenéjét szerezte: Pethő Zsolt
- Operatőr és Kamera: Kassai Klári
- Hangmérnök: Bársony Péter
- Vágó: Czipauer János
- Tervezte: Tóth Sarolta
- Háttér: Csík Márta
- Rajzolta: Badó Beatrix, Révész Gabriella
- Színes technika: Kun Irén
- Gyártásvezető: Marsovszky Emőke
- Produckció vezető: Gémes József

A Magyar Televízió megbízásából a Pannónia Filmstúdió készítette.